# Cer (montes)
Los montes Cer, en serbio cirílico Цер, son en realidad una meseta de unos diecinueve por siete kilómetros de extensión trufadas de colinas y crestas. Están ubicados en Serbia, a 30 km de Šabac y a 100 km al oeste de Belgrado. La meseta se eleva unos trescientos metros sobre el nivel del mar. El punto más alto de estos montes, también llamado Cer, se halla a 687 m sobre el nivel del mar.
La meseta domina los valles vecinos de los ríos Drina y Jadar.
En agosto de 1914, fueron el escenario de una de importante batalla en la cual el general serbio Stepa Stepanović venció a las tropas del Imperio austrohúngaro. Fue la primera victoria de los Aliados durante la Primera Guerra Mundial.
Los montes Cer constituyen un lugar de excursión apreciado por los senderistas.